# Ветарский язык
Ветарский, или перайский язык (Atauru, Adabe, Tutunohan) — австронезийский язык, на котором говорят севернее деревень Монинг, Тимор, Ухак на северо-восточном побережье острова Ветар на юго-западе провинции Малуку в Индонезии, а также на близлежащих островах Атауро и Лиран, последний принадлежит Восточному Тимору.
Ветарский язык — макроязык, от которого ответвляются апутайский, илиуунский, тугунский языки:
Апутайский язык (Ilputih, Opotai, Tutunohan) распространён в деревне Луранг, на побережье пролива Ветар на юге центрального острова Ветар и в деревне Ильпутих, на побережье моря Банда на севере острова Ветар, также в двух деревнях на юго-западе провинции Малуку. Существуют диалекты велемур, ильпутих, луранг, монинг, ухак. На 93 % схож с диалектами, на 79 % с перайским, на 74 % с тугунским, на 69 % с илиуунским, на 57 % с галоленским языками.
Илиуунский язык (Erai, Hahutan, Hahutau, Ili’uun, Iliun, Ilmaumau, Limera) распространён по соседству с островом Лиранг, на юго-западной вершине западного побережья острова Ветар и в деревнях Ильмаумау, Истутун, Карбубу, Клишату, Набар, Телемар, Эрай, Эсулит на юго-западе провинции Малуку. Имеет диалекты ильмаумау, карбубу, клишату, набар, телемар, устутун, эрай, эсулит.
Тугунский язык (Mahuan, Tutunohan) распространён на юго-западном конце острова на западе архипелага Барат-Дая острова Ветар и в деревнях Арвала, Ильвай, Илькопиль, Кахайлин, Масапун, Махуан, Томлиапат на юго-западе провинции Малуку. Есть диалекты арвала, ильвай, ильпокиль, кахайлин, масапуа, махуан, томлиапат.
У ветарского языка существует три диалекта: раклунгу (на юго-западе), рахесук (на севере), и ресук (на юго-востоке). На четвёртом диалекте, дадуа, говорят потомки группы атауранского народа, переместившегося в Тимор, в деревне округа Манатуту.
Язык тесно связан с языком галоли, разговорного в Тиморе, на северном побережье возле острова Атауро.